# Горнелл (Нью-Йорк)
Горнелл (англ. Hornell) — місто (англ. city) в США, в окрузі Стубен штату Нью-Йорк. Населення — 8263 особи (2020).

## Географія
Горнелл розташований за координатами 42°19′33″ пн. ш. 77°39′38″ зх. д. / 42.32583° пн. ш. 77.66056° зх. д. (42.325730, -77.660446).  За даними Бюро перепису населення США в 2010 році місто мало площу 7,35 км², уся площа — суходіл.

## Демографія
Згідно з переписом 2010 року, у місті мешкали 8563 особи в 3559 домогосподарствах у складі 2059 родин. Густота населення становила 1165 осіб/км².  Було 4042 помешкання (550/км²).
Расовий склад населення:
| - 93,8 % — білих - 2,3 % — чорних або афроамериканців - 0,7 % — азіатів - 0,2 % — корінних американців - 0,1 % — вихідців з тихоокеанських островів |

До двох чи більше рас належало 2,4 %. Частка іспаномовних становила 2,0 % від усіх жителів.
За віковим діапазоном населення розподілялося таким чином: 25,3 % — особи молодші 18 років, 61,2 % — особи у віці 18—64 років, 13,5 % — особи у віці 65 років та старші. Медіана віку мешканця становила 36,6 року. На 100 осіб жіночої статі у місті припадало 93,6 чоловіків;  на 100 жінок у віці від 18 років та старших — 88,5 чоловіків також старших 18 років.
Середній дохід на одне домашнє господарство  становив 45 797 доларів США (медіана — 38 598), а середній дохід на одну сім'ю — 52 503 долари (медіана — 42 478). Медіана доходів становила 39 542 долари для чоловіків та 35 625 доларів для жінок. За межею бідності перебувало 25,9 % осіб, у тому числі 41,1 % дітей у віці до 18 років та 8,5 % осіб у віці 65 років та старших.
Цивільне працевлаштоване населення становило 3361 особа. Основні галузі зайнятості: освіта, охорона здоров'я та соціальна допомога — 28,3 %, роздрібна торгівля — 16,9 %, виробництво — 12,9 %.